# La Cuerda
La Cuerda är en ort i Mexiko.   Den ligger i kommunen Guasave och delstaten Sinaloa, i den västra delen av landet, 1 200 km nordväst om huvudstaden Mexico City. La Cuerda ligger 30 meter över havet och antalet invånare är 259.
Terrängen runt La Cuerda är mycket platt. Runt La Cuerda är det ganska tätbefolkat, med 100 invånare per kvadratkilometer. Närmaste större samhälle är Guasave, 13,7 km sydväst om La Cuerda. Trakten runt La Cuerda består till största delen av jordbruksmark.